# توماس بيترز
توماس بيترز (بالإنجليزية: Thomas Peters)‏ هو سياسي نيجيري، ولد في 25 يونيو 1738 في نيجيريا، وتوفي في 1792 في فريتاون في سيراليون بسبب ملاريا.